# Michel Kuhn
Michel Kuhn, né le 24 octobre 1937 à Pont-à-Mousson (Meurthe-et-Moselle) et décédé le 24 septembre 1992 à Saint-Max (Meurthe-et-Moselle), est un universitaire français, fervent défenseur de la télévision éducative.

## Éléments de biographie
Michel Kuhn est reçu au concours d'entrée à l'École normale d'instituteurs de Nancy en 1952. Il en sortira en 1956 après avoir obtenu le baccalauréat en 1954. Professeur au Collège d'enseignement général de Blainville-sur-l'Eau (Meurthe-et-Moselle) de 1956 à 1958, il obtient sa licence et son CAPES d'anglais en 1960, puis sa maîtrise d'anglais en 1962. Puis, pendant un an, il est assistant de français à Kilburn Grammar School à Londres. Il fait ensuite son service militaire comme interprète pour l'OTAN auprès de l'US Air-Force (1964). En 1966, maître assistant à l'Université Nancy-II, il participe à la recherche en linguistique appliquée à la pédagogie des langues et à la création de méthodes audiovisuelles d'apprentissage de l'Anglais. Dans ce cadre, il met en place le CIAO (Cours Intensif d'Anglais Oral), méthode structuraliste d'apprentissage de l'Anglais à l'aide de supports audiovisuels. De 1968 à 1970, il collabore avec le service de la recherche de l'ORTF, sous la direction de Pierre Schaeffer. De 1971 à 1981, il est nommé au CTU (Centre de Télé-enseignement Universitaire) pour superviser la production de programmes radio et TV de télé-enseignement. En parallèle, il exerce diverses activités comme producteur et conseiller de programmes de séries télévisées pour BBC Education. Il fonde encore Vidéoscop (centre de production vidéo à l'Université Nancy-II), et est nommé expert auprès du Conseil de l'Europe pour les langues vivantes. En 1981, il devient responsable des programmes à FR3 Lorraine-Champagne-Ardenne. Il y crée, entre autres, un atelier de production vidéographique avec des séries destinées aux tout-petits (Petit Ours Brun...). En janvier 1990, il crée l'unité de programmes Continentales et l'Eurojournal dont il sera responsable. Il travaille sur un projet de télévision éducative qu'il veut intituler La longue marche vers la télévision éducative mais n'a pas le temps de le terminer. Après son décès, Les Rencontres Européennes de Télévisions de Reims ont créé un prix Michel Kuhn qui récompense tous les ans un téléfilm. Il a notamment été attribué en 1993 à Robert Guédiguian pour L'Argent fait le bonheur.

## Innovations dans le monde universitaire
- 1971-1981 : Production de programmes radio et TV de Télé-Enseignement Universitaire : CTU (30 unités vidéo)
- 1976 :
  - Création du CIAO (Cours intensif d'anglais oral), publié plus tard chez Longmans-London
  - Mise en place de systèmes d'apprentissage de l'Anglais dans le cadre de la formation permanente au CUCES
- 1978 : Création d'un centre de production vidéo à l'Université de Nancy 2 : Vidéoscop

## Créations audiovisuelles
- Entre 1981 et 1990 : Fastoche ou le plaisir d'apprendre (première émission éducative de France 3)
- 1988 : Petit Ours Brun (série destinée aux tout-petits)
- 1990-1992 : Continentales et Eurojournal (programmes nationaux à vocation européenne)

## Prix et récompenses
- 1977 : Prix Japon pour The Numbers' Game
- 1986 : Prix Pixel / INA (forum des Nouvelles Images - Monte-Carlo) et Trophée Parigraph décernés à FR3 Lorraine-Champagne-Ardenne, pour l'habillage de la chaîne et la présentation de programmes.
- 1990 : Chevalier des Arts et des Lettres au titre du ministère de la Culture et de la Communication
- 1991 : Prix de l'initiative européenne décerné à Continentales FR3 Nancy
- 1992 : Chevalier de l'ordre national du mérite en tant que responsable et producteur d'émissions télévisées ayant accompli 25 ans d'activités professionnelles et de services civils

## Anecdote
Quand on demandait à quelqu'un de France 3 quelles fonctions exerçait Michel Kuhn, on nous répondait : « Il fait le travail de trois ».

## Sources
- Entretiens avec Mme Thérèse Kuhn, épouse de Michel Kuhn